# Staphorst
Staphorst é uma vila e um município dos Países Baixos, situado na província de Overissel. Tem 135,69 km² de área e sua população em 2020 foi estimada em 17.217 habitantes.